# Австрийская гончая
Австрийская гончая, или австрийский гладкошёрстный бракк, или брандл-бракк, или австрийская чёрная с рыжими подпалинами гончая (нем. brandlbracke), — порода охотничьих гончих собак среднего размера. За пределами Австрии порода встречается редко.

## История породы
Официально родиной австрийской гончей считаются горные районы Австрии. В прошлом были очень популярны чёрно-подпалые гончие, из которых в середине XIX века начали выводить породу Австрийская гончая. Предком австрийской гончей является тирольский бракк, который произошёл от кельтских бракков. Также родственником псов этой породы является словацкий копов. Именно от этих псов современная австрийская гончая унаследовала свой поразительный нюх и способность работать по следу как с голосом, так и без него.

## Внешний вид
Австрийская гончая является собакой средних размеров и обладает лёгким костяком, что позволяет ей высоко прыгать и охотиться в гористой местности. Собаки этой породы могут охотиться на самые различные виды животных и птиц. Также этих собак можно использовать в травле. По внешности собаки этой породы отличаются от других гончих отсутствием белых пятен. Тело у австрийских гончих гибкое и сильное, лоб достаточно высокий а морда прямая. Шерсть у брандл-бракков жёсткая, рыжего или тигрового окраса, часто имеется чёрная маска на морде.

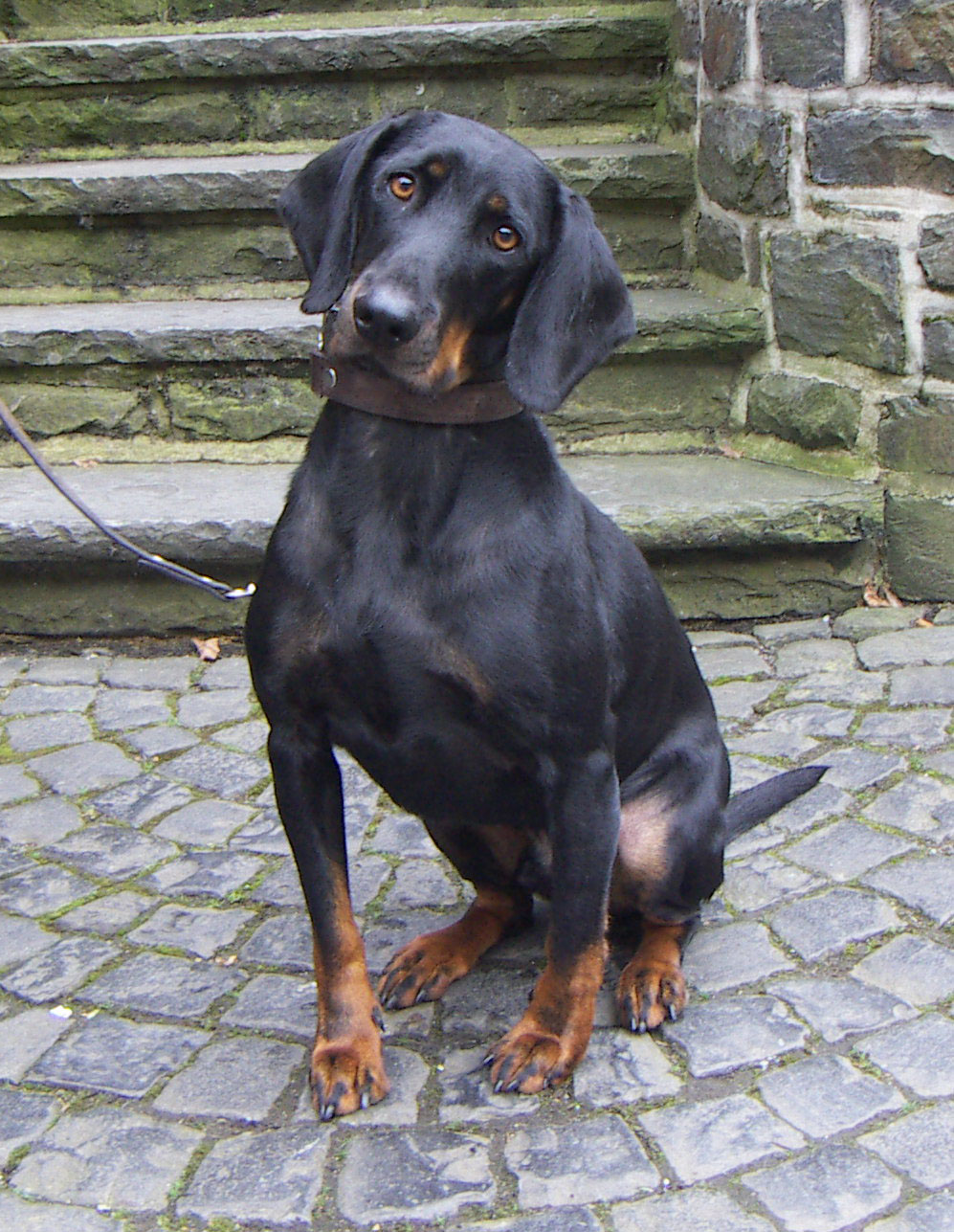

Голова некрупная относительно размеров корпуса, морда уже черепной части, очень слабо заострённая, примерно равна по длине черепной части. Глаза некрупные, фронтального постава, овальные. Уши висячие, удлинённые (примерно до носа), с закруглённой вершиной, неширокие. Развитие ушей до полной длины — пять-семь месяцев. В юном возрасте они висят не раскрытые. Прикус прочный, клещеобразный.
Шея очень сильная, широкая. Грудь широкая и глубокая. Корпус широкий, костистый, с объёмистой, слегка выпуклой грудной клеткой, хорошо подобранным животом. Конечности широкого параллельного постава, с выраженными углами сочленений, сухие, костистые. Хвост средней длины, саблевидный, типичный для гончей, посажен чуть ниже уровня спины. Обычно опущен, поднимается только во время поисков добычи.
Шерсть (псовина) короткая, гладкая, плотно прилегающая, с густым подшёрстком. Окрас чёрный с небольшими подпалинами, имеющими чёткие контуры и цвет от светло-палевого до тёмно-рыжего. Обязательны две выраженные подпалины над глазами, которые формируют так называемую «четвёрку» глаз.
Высота в холке кобелей — 50—56 см, сук — 48—54 см. Вес — от 22 до 32 кг.